# Sergejs Kožans
Sergejs Kožans (Riga, 16 febbraio 1986) è un allenatore di calcio ed ex calciatore lettone, di ruolo difensore, tecnico del Riga Mariners.

## Carriera
Ha giocato nella massima serie dei campionati lettone, polacco, bielorusso e lituano.